# Umbundu (Sprache)
Das  Umbundu (auch Mbundu (zweideutig), Benguela Mbundu) ist eine in Zentralangola, besonders in den Provinzen Huambo, Bié und Benguela beheimatete Bantusprache, die von ca. 35 % der Bevölkerung Angolas gesprochen wird.
Das Umbundu gehört zu den sechs einheimischen Sprachen, denen offiziell der Status einer Nationalsprache zuerkannt wurde.
Das Umbundu ist die Sprache der Ovimbundu, einer Ethnie, die sich im Laufe der Jahrhunderte im Rahmen der Völkerwanderung der Bantu herausgebildet hat. Sie breiteten sich über das gesamte Zentralhochland und das westlich angrenzende Küstengebiet aus. Vor der Ankunft der Portugiesen bildeten sie verschiedene Königreiche, die  regen Handel betrieben und damit die Ausbreitung des Umbundu förderten; dieses wurde von kleineren Ethnien entweder übernommen oder als Verkehrssprache verwandt. Nach der kolonialen Eroberung im 19. Jh. erfolgte eine lateinisch basierte Verschriftung samt Festlegung der Grammatik, und zwar getrennt durch protestantische und katholische Missionare, was zu voneinander leicht abweichenden Versionen führte. Trotz Namensähnlichkeit besteht ein deutlicher Unterschied zu der ebenfalls in Angola gesprochenen Bantusprache Kimbundu; im Grenzgebiet zwischen beiden Sprachräumen gibt es Dialekte, die Elemente aus beiden Sprachen vereinen.